# Georg Reinhold Palmstruch
Georg Reinhold Palmstruch, född 1645, död 1712, var en svensk fortifikationsofficer. Han var brorson till Johan Palmstruch.
Palmstruck blev underkonduktör vid Fortifikationen 1670, kapten 1676 och generalkvartermästarlöjtnant 1678. Han verkade under hela sin tjänstetid i Östersjöprovinserna, där han nedlade ett förtjänstfullt arbete på fästningarnas förbättrande. Under det stora nordiska kriget ledde han arbetena med Rigas, Mitaus, Cobrons och Nymündes förstärkande och uppgjorde nya befästningsplaner till de båda senare fästningarna.